# Haplogroupe L3 (ADNmt)

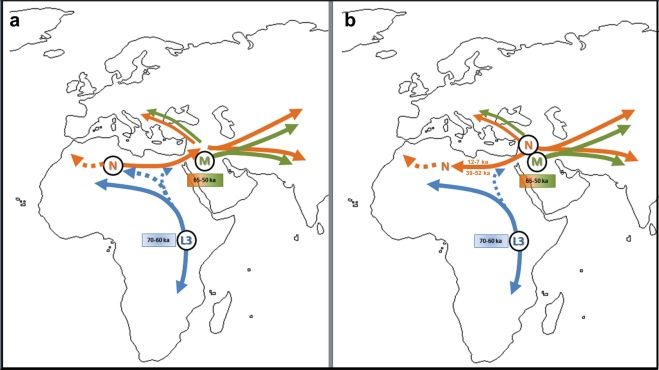
Route de migration proposé décrivant l'origine de la L3 en Afrique et sa dispersion à la fois à l'extérieur et à l'intérieur du continent, avec deux scénarios possibles (comme décrit par Vai et al.)
(a) L'haplogroupe N diverge de L3 en Afrique, puis s'est étendu hors d'Afrique, et l'haplogroupe M a été ramifié à partir de L3 en dehors de l'Afrique.
(b) Les haplogroupes M et N divergent de L3 en dehors de l'Afrique après l'expansion des êtres humains porteurs de L3 du continent; Les migrations ultérieures du Paléolithique supérieur et du Néolithique ont conduit certaines lignées vers l'Afrique du Nord. (Les haplogroupes sont indiqués par des cercles noirs dans leur région d'origine probable.)

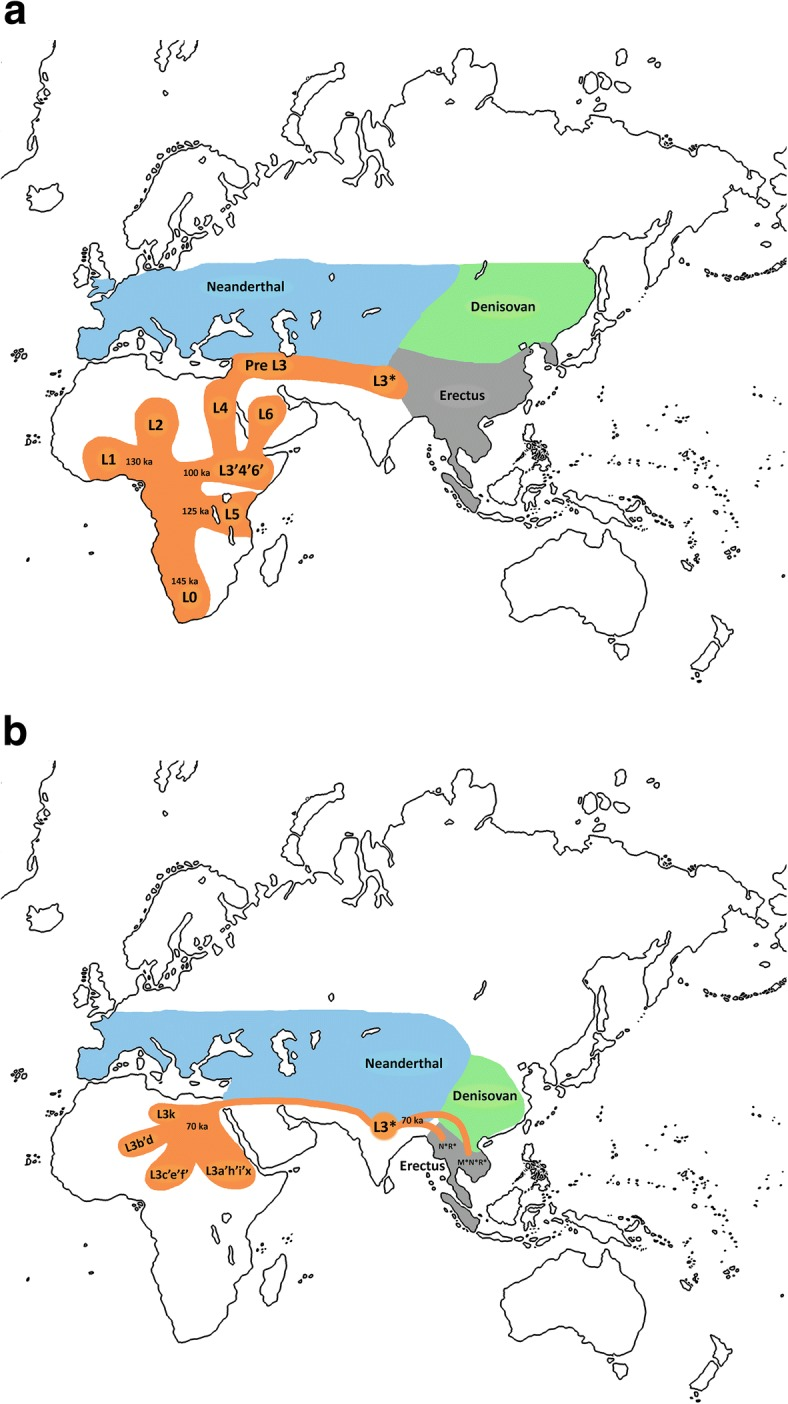
Route de migration selon l'hypothèse de l'origine asiatique :
a: Sortie du précurseur de L3 vers l'Eurasie.
b: Retour en Afrique et expansion en Asie des lignages de base L3 avec différenciation ultérieure sur les deux continents.

L'haplogroupe L3 est un haplogroupe du génome mitochondrial en génétique humaine. Le clade a joué un rôle crucial dans la préhistoire de l'Homme moderne. Il représente la lignée maternelle la plus répandue parmi toutes les personnes trouvées hors d'Afrique, et pour de nombreuses personnes sur le continent africain.

## Origine
Le lieu d'origine exact de l'haplogroupe L3 est incertain. Selon la théorie de l'expansion planétaire de l'Homme moderne depuis l'Afrique, le clade serait né en Afrique de l'Est, ce qui aurait pu avoir lieu entre 84 000 et 104 000 ans avant le présent. Les haplogroupes L6 et L4 forment des clades frères de L3 qui sont apparus en Afrique orientale à peu près au même moment mais qui n'ont pas participé à la migration hors d'Afrique. Le clade ancestral L3'4'6 a été estimé à environ 110 000 ans et le clade L3'4 à 95 000 ans.
Une analyse de 369 séquences L3 africaines complètes a établi la date maximale de l'expansion du clade il y a environ 70 000 ans. Le dernier ancêtre commun de la lignée L3 a été estimé en 2011 entre 58 900 et 70 200 ans, c'est-à-dire peu avant la dispersion hors d'Afrique des ancêtres des eurasiens actuels il y a environ 55 000 ans, et avec une dispersion similaire en Afrique à cette époque à partir de l’est du continent.
Un centre d'origine et de dispersion de l'haplogroupe L3 en Asie a également été proposé (par Cabrera et al. 2018) sur la base des dates de coalescence similaires de L3 et de ses clades dérivés M et N distribués en Eurasie (vers 71 000 ans), du lieu éloigné en Asie du Sud-Est des plus anciens sous-clades de M et N, et de l'âge comparable de l'haplogroupe paternel DE. Selon cette hypothèse, il a été proposé que, après une migration initiale hors d'Afrique d'Homo sapiens autour de 125 000 ans, des femmes modernes portant l'haplogroupe L3 soient revenues depuis le lieu d'origine de l'haplogroupe maternel en Eurasie autour de 70 000 ans ainsi que des hommes porteurs de l'haplogroupe paternel E, dont l'étude propose d'avoir une origine eurasienne. Il est suggéré que ces nouvelles lignes eurasiennes ont largement remplacé les anciennes lignées autochtones masculines et féminines du nord-est de l'Afrique.
Selon d'autres recherches, bien que des sorties d'Afrique antérieures d'Homo sapiens aient eu lieu, les populations eurasiennes actuelles descendent d'une sortie d'Afrique datant d'il y a environ 55 000 ans. Une étude (réalisée par Vai et al. 2019) sur une branche basale nouvellement découverte de l'haplogroupe maternel N trouvée dans des vestiges néolithiques du nord de l'Afrique suggère que l'haplogroupe L3 serait originaire d'Afrique de l'Est entre 60 000 et 70 000 ans. avec l'haplogroupe N divergeant peu de temps après (il y a environ 50 000 à 65 000 ans) en Arabie ou peut-être en Afrique du Nord, et l'haplogroupe M qui serait originaire du Moyen-Orient.

## Distribution
L'haplogroupe L3 est commun en Afrique du Nord-Est et dans d’autres régions de l’Afrique de l’Est, contrairement à d’autres régions d’Afrique où les haplogroupes L1 et L2 représentent environ les deux tiers des lignées d’ADNmt. Les sous-clades de L3 sont également fréquents dans la péninsule arabique.
L3 est divisé en plusieurs clades, dont deux ont engendré les macro-groupes M et N qui sont aujourd'hui portés par la plupart des gens en dehors d'Afrique. Il existe au moins un clade de L3 non-M, non-N relativement ancien hors d'Afrique, L3f1b6, présent à une fréquence de 1 % dans les Asturies, en Espagne. Il a divergé des lignées africaines L3 il y a au moins 10 000 ans.
Selon Maca-Meyer et al. (2001), « L3 est davantage lié aux haplogroupes eurasiens qu'aux clades africains les plus divergents L1 et L2 ». L3 est l'haplogroupe dont proviennent tous les humains modernes hors d'Afrique. Cependant, il existe une plus grande diversité de branches principales de L3 en Afrique qu’à l'extérieur.